# Heinrich Mann
Pour les articles homonymes, voir Mann.
Œuvres principales
- Professeur Unrat (1905)
- Der Untertan (1918)

Compléments
Heinrich Mann, né le 27 mars 1871 à Lübeck et mort le 11 mars 1950 à Santa Monica (Californie), est un écrivain allemand. Il est le frère aîné de Thomas Mann.
À partir de 1931, il préside la section de poésie de l'Académie des arts de Prusse, dont il est expulsé en 1933 après la prise du pouvoir par les nationaux-socialistes. Il vit principalement à Munich jusqu'en 1933, émigre ensuite en France, puis aux États-Unis. En exil, il écrit de nombreuses œuvres, notamment des textes antifascistes.
Ses romans Professeur Unrat (1905) et Der Untertan (1918) l'ont rendu célèbre dans le monde entier.

## Biographie

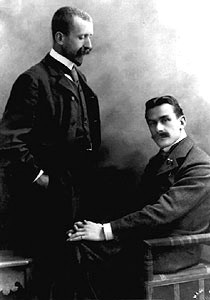
Heinrich et son frère Thomas Mann vers 1900.

Heinrich Mann, né à Lübeck en 1871, est le premier enfant de Johann Heinrich Mann, propriétaire d'une entreprise céréalière réputée, et de Júlia da Silva Bruhns, d'origine germano-brésilienne.
Il montre des prédispositions littéraires dès l'âge de 13 ans en tenant un journal après un voyage à Saint-Pétersbourg en 1884. Il écrit des récits l'année suivante et des poèmes en 1887. Il quitte le lycée Sainte-Catherine de Lübeck en 1889 et commence un apprentissage de libraire à Dresde. Il est ensuite bénévole dans la maison d'édition S. Fischer Verlag à Berlin et suit des cours à l'université en 1890-1891.
Après la mort de son père et la liquidation de l'entreprise en 1891, il acquiert une indépendance financière et commence sa carrière d'écrivain. Il publie dans les revues littéraires Die Gesellschaft et Die Gegenwart.
En 1893, la famille déménage à Munich. Heinrich Mann séjourne principalement en Italie, à Rome entre 1892 et 1898. Il publie son premier roman, In einer Familie, en 1894. Il est soutenu à ses débuts par Ida Boy-Ed, ainsi que son frère Thomas.
Avec Professor Unrat oder das Ende eines Tyrannen (en allemand : Professeur Unrat ou la fin d'un tyran), paru en 1905 et rendu célèbre par le film dont il est tiré en 1930, l'Ange bleu avec Marlene Dietrich, Heinrich Mann dépeint la déchéance d'un homme qui, enfermé dans la morale bourgeoise, incarne et vénère l'ordre et l'autorité avant de rejeter ces principes sous l'effet de la passion amoureuse et de sombrer dans l'anarchisme.
En 1918 paraît Der Untertan (Le Sujet de l'Empereur), écrit en 1914, et dans lequel il brocarde la société de l'époque wilhelminienne. Sous la république de Weimar, Heinrich Mann publie des essais politiques et des romans où il dénonce la bourgeoisie capitaliste, favorable aux idées fascistes.

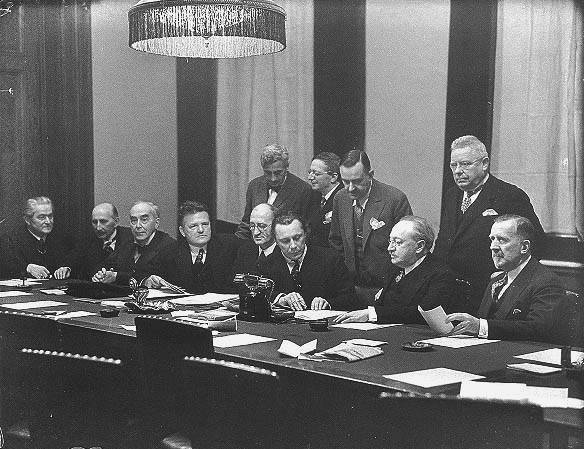
Heinrich Mann, assis, 1er à droite, à l'Académie prussienne des arts (1929).

Entré à l'Académie prussienne des arts en 1926, il devient président de la section poésie de cette institution en 1931. En février 1933, il doit démissionner de l'Académie pour avoir signé l'appel de l’Internationaler Sozialistischer Kampfbund en faveur d’une alliance législative du SPD et du KPD. Il quitte l'Allemagne le même mois (avant même l'incendie du Reichstag) et se réfugie en France (à Paris, Bandol et Nice), où il écrit pour le journal communiste Ce soir. Il est déchu de la nationalité allemande et ses livres sont brûlés lors de l'autodafé du 10 mai 1933.
Durant son exil en France, Heinrich Mann fait paraître un roman historique, Henri IV, dans lequel il dénonce le nazisme. Il est actif dans le milieu des réfugiés allemands antinazis, s'impliquant de façon significative dans le cercle Lutetia, dont les membres s'efforcent de créer un front populaire allemand et qui le nomme président d’honneur du cercle le 2 février 1936 . Il écrit dans des journaux allemands, comme  Die Weltbühne ou le Pariser Tageblatt (de), ou le quotidien français, La Dépêche de Toulouse.  Il choisit et présente des Pages immortelles de Nietzsche (Paris, Corréa, 1939).
Après la défaite française de juin 1940, il s'exile aux États-Unis en passant par l'Espagne et le Portugal, par l'intermédiaire de Varian Fry. 

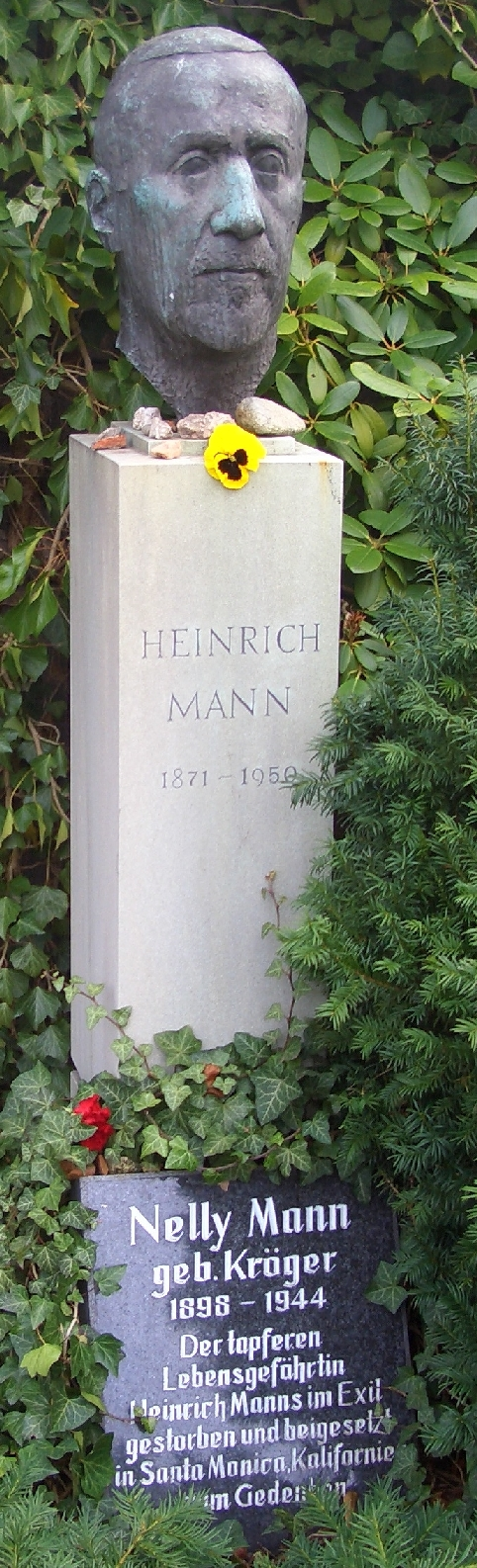
Tombe d'Heinrich Mann au cimetière de Dorotheenstadt de Berlin.

En 1950, il est nommé président de l'Académie allemande des arts. Il meurt la même année en Californie, dans la solitude et désargenté, avant d'avoir pu effectuer le retour désiré des États-Unis vers la République démocratique allemande. Son corps est rapatrié en 1961. Heinrich Mann repose au cimetière de Dorotheenstadt à Berlin.

## Œuvres
- In einer Familie, 1894
- Im Schlaraffenland, 1900, Au pays de Cocagne, trad. en français chez Paul Ollendorff, 1903
- Die Göttinnen oder die drei Romane der Herzogin von Ossy, 1903 — Trilogie
- Die Jagd nach Liebe, 1903
- Professor Unrat oder Das Ende eines Tyrannen, 1905
- Zwischen den Rassen, 1907
- Die kleine Stadt, 1909
- Trilogie :
  - Die Armen, 1917
  - Der Untertan, 1918
  - Der Kopf, 1925
- Liliane et Paul, édition française chez Simon Kra, 1927
- La Haine, 1933, chez Gallimard (épuisé)
- Die Jugend des Königs Henri Quatre, 1935 — Le Roman d'Henri IV, traduit de l'allemand par Albert Kohn  (ISBN 2-07-028263-5)
- Die Vollendung des Königs Henri Quatre, 1938
- Geist und Tat, essai, 1931
- Friedrich Nietzsche, trad. fr. Olivier Schefer, Paris, Le Promeneur, coll. Le Cabinet des lettrés, 96 p., 1995  (ISBN 978-2070739257)

## Adaptations cinématographiques
- Professor Unrat est adapté en 1930 par Josef von Sternberg sous le titre L'Ange bleu avec Emil Jannings et Marlene Dietrich.
- Le Sujet de Sa Majesté (Der Untertan) est adapté en 1951 par Wolfgang Staudte, avec Werner Peters dans le rôle-titre.
- Une adaptation de Die Jugend des Königs Henri Quatre et Die Vollendung des Königs Henri Quatre est sorti en 2010 au cinéma et diffusé en 2012 à la télévision dans une version augmentée sous le titre Henri 4.

## Hommage
Un prix de littérature a été créé en son honneur, le prix Heinrich Mann.